# Mont Fleuri
Mont Fleuri és un dels 25 districtes administratius de Seychelles, situat al nord – est de l'illa de Mahé. El districte té una superfície aproximada de 2 km² cosa que fa que sigui un dels districtes més petits de l'illa de Mahé. El cens portat a terme l'any 2002 estableix que a Mont Fleuri i viuen prop de 3.600 persones.